# B2 Carinae
b2 Carinae (HD 77370 / HR 3598 / HIP 44143) es una estrella de la constelación de Carina, la quilla del Argo Navis. De magnitud aparente +5,16, se encuentra a 86 años luz de distancia del sistema solar.
b2 Carinae es una estrella blanco-amarilla de la secuencia principal de tipo espectral F4V y 6609 K de temperatura efectiva.
Su luminosidad es 4,7 veces mayor que la luminosidad solar y tiene una metalicidad —abundancia relativa de elementos más pesados que el helio— más alta que la del Sol en casi un 30% ([Fe/H] = +0,11).
Su velocidad de rotación proyectada es de 60,4 km/s, 30 veces más rápida que la del Sol, dando lugar a un corto período de rotación de 1,5 días.
Su masa es un 43% mayor que la masa solar y posee una edad aproximada de 1.300 millones de años.
Una tenue estrella de magnitud 12, separada visualmente 22 segundos de arco de b2 Carinae, no está gravitacionalmente unida con ella; ambas forman una doble óptica.